# Scie à froid

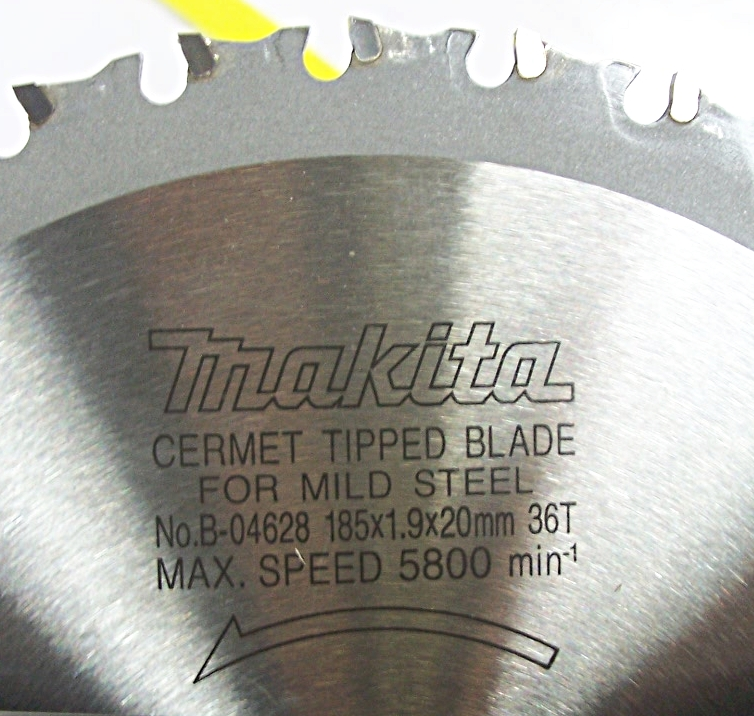
Une lame de scie à froid

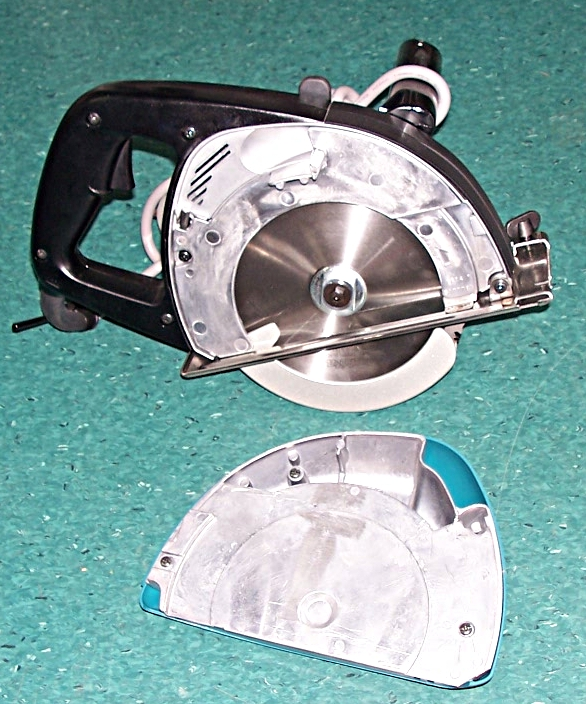
Une scie à froid sans son cache

Une scie à froid est une machine-outil de découpe, équipée d'une lame circulaire dentée, utilisée pour la découpe du métal. Le nom de «scie à froid» vient du processus de coupe qu'ils emploient. Ces machines transfèrent la chaleur générée par la découpe aux copeaux créée par la lame. Par conséquent, la lame et le matériau à découper restent froids, à la différence d'une scie abrasive (en) qui abrase le métal et crée une grande quantité de chaleur à la lame et au matériau.
Les lames sont faites en acier rapide (AR) ou en carbure de tungstène à pointes, ces dernières sont réaffûtables. Elles sont équipées d'un moteur électrique et d'un réducteur à engrenages pour réduire la vitesse de rotation de la lame de scie tout en maintenant un couple constant. Ceci permet à la lame de scie AR d'alimenter à une vitesse constante avec une charge de copeaux très élevé par dent. Une scie à froid produit un minimum de bavure, pas d'étincelles, pas de décoloration et pas de poussière. Le matériau à couper doit être serré mécaniquement afin d'éviter tout mouvement pendant le processus de coupe. Des précautions supplémentaires doivent être prises pour choisir le nombre approprié de dents sur la lame, le type de lame, la vitesse de coupe et la vitesse d'alimentation. Toutes ces variables sont basées sur le type et la taille du matériau à découper.
Les scies à froid sont capables d'usiner les alliages les plus ferreux et les alliages non ferreux. Les scies à froid sont destinées à être utilisées avec un système de refroidissement pour conserver les dents de la lame de scie refroidis et lubrifiés.

## Scies portables
Ces scies ont principalement été conçues pour les couvreurs dans l'industrie du bâtiment. Les scies à froid, contrairement aux scies abrasives, sont utilisées afin que le revêtement de protection ne soit pas endommagé. Elles sont équipées aussi d'un receveur en aluminium qui sert pour capturer les copeaux.
Elles peuvent couper jusqu'à 6 mm d'épaisseur d'acier doux. Elles utilisent des lames à pointes.

## Lames
Les lames de scie à froid sont des lames circulaires en métal catégorisées en deux types : les aciers rapides (AR) et les carbure de tungstène à pointes (CT). Ces deux types de lames sont réaffûtables et peuvent être utilisées à maintes reprises avant d'être jetées. Les lames de scies à froid sont utilisées pour couper du métal avec une vitesse de rotation relativement lente, habituellement moins de 25 m/s, et une charge de copeaux élevée par dent, souvent entre 0,025 et 0,080 m par dent. Ces lames sont entrainées par un moteur haute puissance et un réducteur à engrenages avec un couple élevé ou par un système entraînement vectoriel CA. Pendant le processus de coupe, le métal est libéré dans une action de cisaillement par les dents pendant que la lame tourne et déplace le mécanisme vers l'avant.

## Futur
La popularité de lames de scies à froid est en augmentation en raison des progrès techniques dans les machines de sciage à froid. C'est une méthode de sciage de choix lorsque des exigences élevées de production sont nécessaires. On constate également un coût plus bas par coupe par rapport aux autres méthodes de sciage : sciage chaud, friction sciage, à ruban et à métaux.

## Référence
- (en) Cet article est partiellement ou en totalité issu de l’article de Wikipédia en anglais intitulé « Cold saw » (voir la liste des auteurs).